# Fidipide
Fidipide sau Pheidippides (în greacă Φειδιππίδης, sau Phidippides), erou al Greciei Antice, este personajul principal din legenda care a stat la baza probei sportive de maraton.

## Legenda

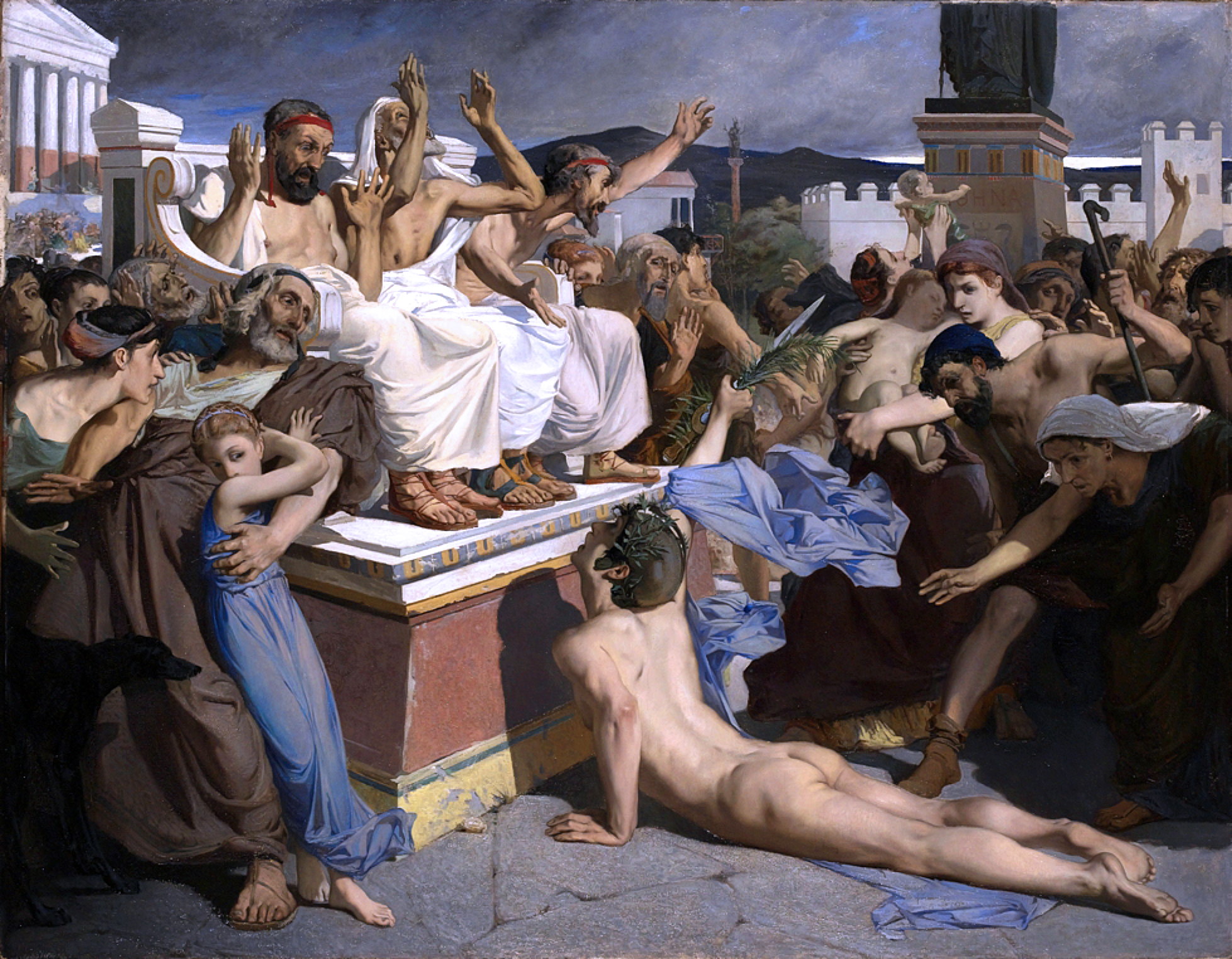
Pictură care-l ilustrează pe Fidipide anunțând locuitorii Atenei de victoria greacă împotriva Persiei în Bătălia de la Maraton.
Luc-Olivier Merson, 1869

Prima dovadă înregistrată care notează alergarea de la Maraton la Atena pentru anunțarea victoriei apare în A Slip of the tongue in Greeting.
„... Fidipide, cel care era curier, se zice că ar fi primul care a adus știriile de la Maraton. Adresându-se magistrațiilor care erau nerăbdători să afle rezultatul bătăliei, Philippides complet epuizat: "Bucurie vouă, am câștigat", acestea fiind ultimele sale cuvinte, decedând imediat după..”
Povestea populară afirmă că Fidipide (530 î.Hr.-490 î.Hr.), un vestitor Atenian a fost trimis în Sparta pentru a cere ajutor atunci când persanii au debarcat la Maraton, Grecia. El a alergat aproximativ 240 de km în două zile. Apoi el a alergat 40 de km din teatrul de luptă de la Maraton la Atena pentru a anunța victoria grecească împotrivia perșilor în Bătălia de la Maraton (490 î.Hr.) folosind cuvântul νικῶμεν (nikomen "Am câștigat"), afirmat de Lucian chairete, nikomen ("Bucurie vouă, noi am câștigat."), prăbușindu-se apoi la pământ.

## Legături externe
- Spartathlon website
- 1896
- The Story of the Marathon

  Materiale media legate de Fidipide la Wikimedia Commons